# Sandnes (Noruega)
Sandnes és un poble del municipi de Hadsel al comtat de Nordland, Noruega. El poble es troba a l'illa de Langøya, a la riba nord de l'estret de Langøysundet, davant de la ciutat de Stokmarknes.
El poble de 0.46 km² tenia una població l'any 2012 de 322 habitants i una densitat de població de 700 habitants per km². Des del 2012, Statistics Norway (l'Oficina Central d'Estadístiques de Noruega) no fa seguiment per separat de les dades de població i d'àrea d'aquesta zona del poble.